# 宋賢旭
宋賢旭（韓語：송현욱），韓國電視劇導演。

## 作品

### 電視劇
- 2009年：KBS《青春禮讚》
- 2009年：KBS《熱血男兒》
- 2010年：KBS《戰友》
- 2011年：KBS《Drama Special－和平公主體重減量師》
- 2001年：KBS《Brain》
- 2012年：KBS《海雲臺戀人們》
- 2014年：tvN《不要戀愛要結婚》
- 2015年：tvN《Super Daddy 烈》
- 2016年：tvN《又，吳海英》
- 2016年：KBS《Drama Special－分手後一天》
- 2017年：tvN《內向的老闆》
- 2017年：tvN《卞赫的愛情》
- 2017年：OCN《Melo Holic 愛情中毒》
- 2018年：JTBC《Beauty Inside》
- 2020年：JTBC《優雅的朋友們》
- 2021年：JTBC《Undercover》
- 2021年：KBS《戀慕》
- 2022年：MBC《金湯匙》
- 2024年：ENA《夜限照相馆》
- 2024年：tvN《是偶然嗎》
- 2025年：SBS 《宇宙Marry Me》

### 助理導演作品
- 2004年：KBS《不滅的李舜臣》

## 外部連結
- 宋賢旭在NAVER上的资料
- 宋賢旭在Daum上的资料